# Jean-Baptiste Coclers
Pour les articles homonymes, voir Coclers.
Jean-Baptiste Coclers, né à Maastricht le 14 octobre 1696 et mort à Liège le 23 mai 1772 , est un artiste peintre néerlandais de portraits, de natures mortes et de sujets historiques.

## Biographie
Jean-Baptiste Pierre Coclers, né à Maastricht en 1696, est le fils et élève du peintre liégeois Philippe Coclers qui vivait alors à Maastricht. Philippe Coclers revint à Liège avec son fils en 1702.
De 1713 jusqu'à 1729, Jean-Baptiste étudia à Rome avec Sebastiano Conca et Marco Benefial et travailla avec le peintre paysagiste Giovanni Niccolò Servandoni.
Après ses années italiennes, il travailla quelque temps de 1729 à 1731 à Marseille où il a peint une grande fresque de la bourse (détruit). De 1731 jusqu'à 1738, il a travailla à Maastricht, après quoi il s'établit à Liège, où il fut nommé peintre de la Cour des princes-évêques Georges-Louis de Berghes, Jean-Théodore de Bavière et Charles-Nicolas d'Oultremont.
Jean-Baptiste meurt en 1772 en homme riche et peintre de grande réputation. Cependant, après sa mort, sa réputation déclina rapidement.
Son fils Louis-Bernard Coclers fut également un peintre de renom. Son second fils, Philippe Henri Coclers van Wyck, fut directeur de l'académie d'art de Marseille, ville où il fut peintre. Sa fille, Marie-Lambertine Coclers, fut connue ses gravures dans le style d'Adriaen van Ostade.

## Œuvres
- Portrait d'un chanoine, 1731, Bonnefantenmuseum à Maastricht
- L'apôtre Pierre, 1737, dans l'église de Bemelen
- Peinture de plafond dans la mairie de Maastricht, 1737, retiré en 1955 en raison de dégâts des eaux, actuellement exposé au Bonnefantenmuseum à Maastricht
- Nature morte florale, 1758, et d'autres œuvres au musée Grand Curtius à Liège
- La vertu magnifiée par le temps, 1741, plafond de l'hôtel d'Ansembourg
- La visite de la fenderie, 1771, huile sur bois, musée des beaux-arts d'Agen
- Morceaux de cheminée à l'hôtel de ville de Saint-Trond
- Peintures inconnues dans l'Hôtel de ville de Liège

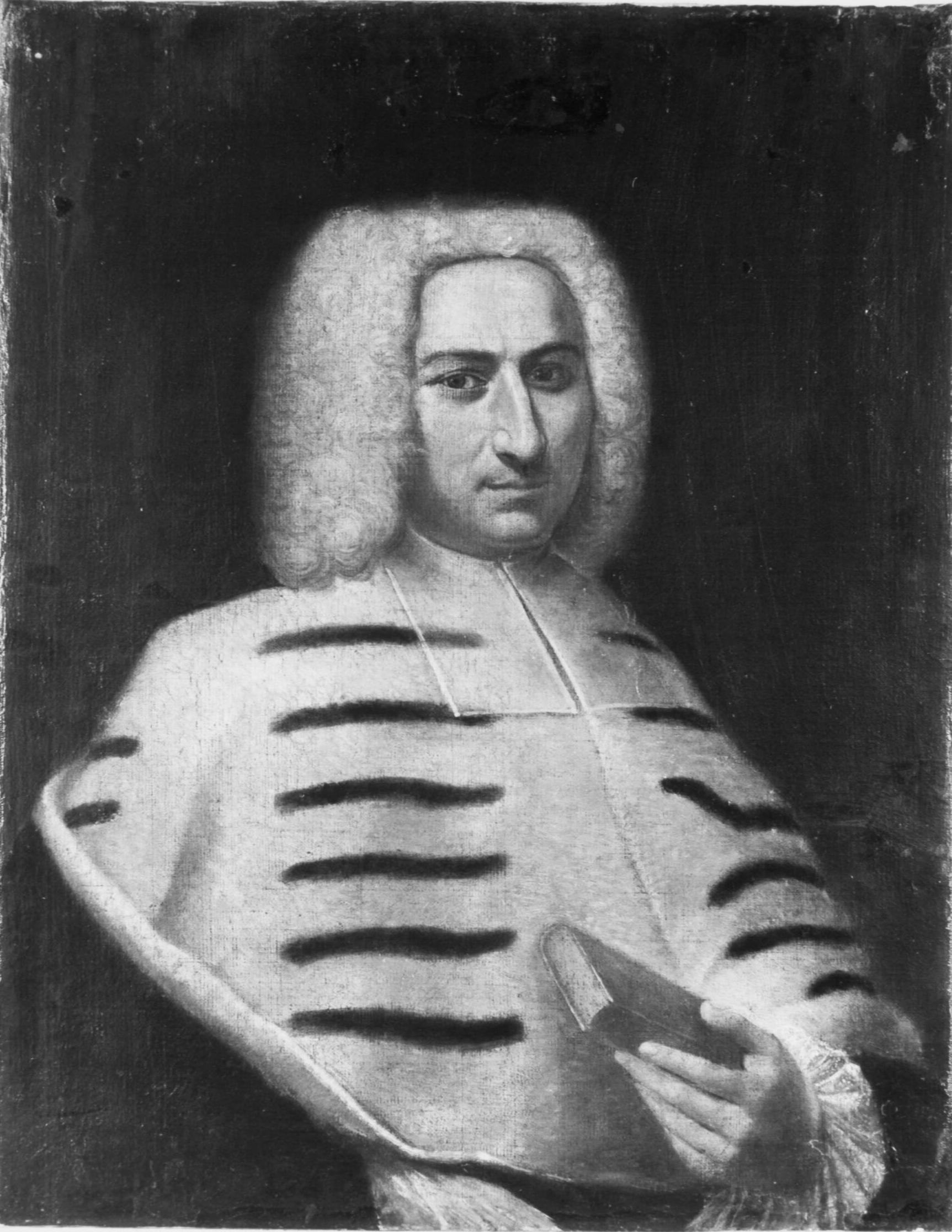
Portrait d'un chanoine
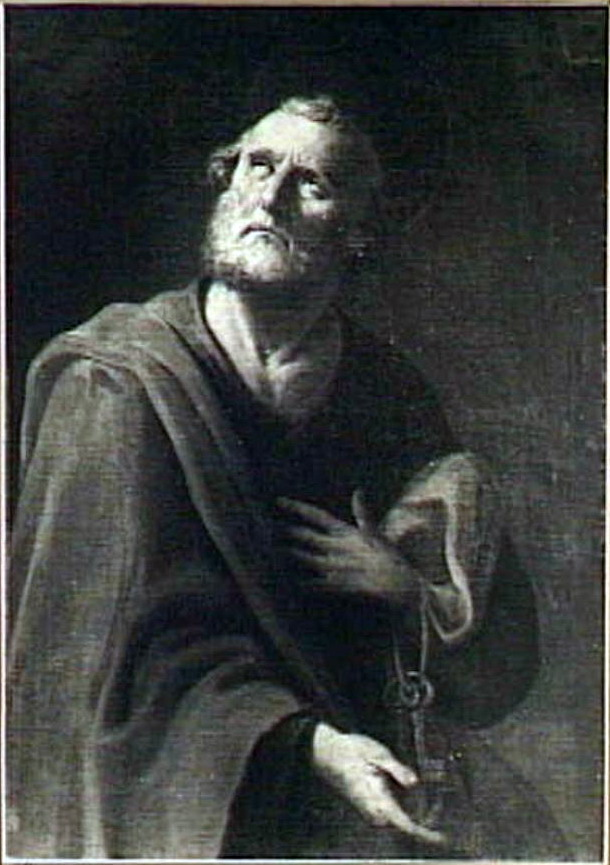
L'apôtre Pierre
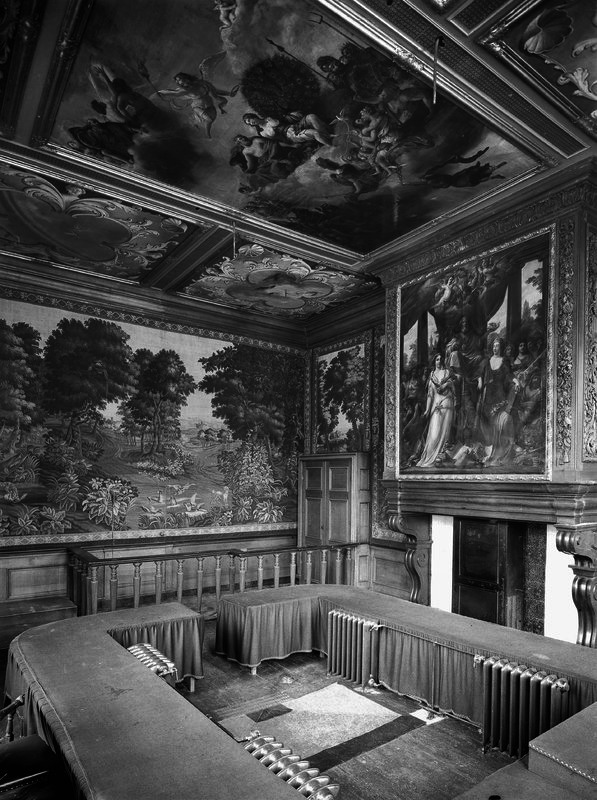
Peinture de plafond
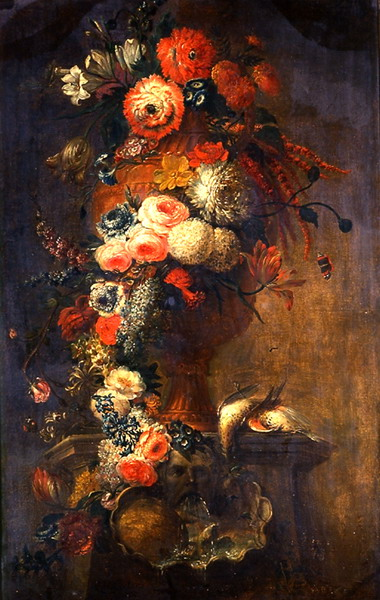
Nature morte florale